# À travers les Flandres 2015
La 70e édition d'À travers les Flandres a eu lieu le 25 mars 2015. La course fait partie du calendrier UCI Europe Tour 2015 en catégorie 1.HC.
L'épreuve a été remportée par le  Belge Jelle Wallays (Topsport Vlaanderen-Baloise) deux secondes devant son coéquipier et compatriote Edward Theuns qui règle au sprint pour la deuxième place le Néerlandais Dylan van Baarle (Cannondale-Garmin).

## Présentation

### Équipes
Classé en catégorie 1.HC de l'UCI Europe Tour, À travers les Flandres est par conséquent ouvert aux WorldTeams dans la limite de 70 % des équipes participantes, aux équipes continentales professionnelles, aux équipes continentales belges et à une équipe nationale belge.
L'organisateur a communiqué la liste des équipes invitées le 11 février 2015. Vingt-deux équipes participent à cet À travers les Flandres - treize WorldTeams et neuf équipes continentales professionnelles :
| UCI WorldTeams      | UCI WorldTeams | UCI WorldTeams |
| Nom de l'équipe     | Pays           | Code           |
| ------------------- | -------------- | -------------- |
| AG2R La Mondiale    | France         | ALM            |
| Astana              | Kazakhstan     | AST            |
| BMC Racing          | États-Unis     | BMC            |
| Cannondale-Garmin   | États-Unis     | TCG            |
| Etixx-Quick Step    | Belgique       | EQS            |
| IAM                 | Suisse         | IAM            |
| Katusha             | Russie         | KAT            |
| Lotto NL-Jumbo      | Pays-Bas       | TLJ            |
| Lotto-Soudal        | Belgique       | LTS            |
| Movistar            | Espagne        | MOV            |
| Orica-GreenEDGE     | Australie      | OGE            |
| Tinkoff-Saxo        | Russie         | TCS            |
| Trek Factory Racing | États-Unis     | TFR            |

| Équipes continentales professionnelles | Équipes continentales professionnelles | Équipes continentales professionnelles |
| Nom de l'équipe                        | Pays                                   | Code                                   |
| -------------------------------------- | -------------------------------------- | -------------------------------------- |
| Androni Giocattoli                     | Italie                                 | AND                                    |
| Cofidis                                | France                                 | COF                                    |
| Cult Energy                            | Danemark                               | CLT                                    |
| Europcar                               | France                                 | EUC                                    |
| MTN-Qhubeka                            | Afrique du Sud                         | MTN                                    |
| Roompot Oranje Peloton                 | Pays-Bas                               | ROP                                    |
| Southeast                              | Italie                                 | STH                                    |
| Topsport Vlaanderen-Baloise            | Belgique                               | TSV                                    |
| Wanty-Groupe Gobert                    | Belgique                               | WGG                                    |

### Règlement de la course

#### Primes
Les vingt prix sont attribués suivant le barème de l'UCI,. Le total général des prix distribués est de 18 800 €.
| Position | 1er     | 2e      | 3e      | 4e    | 5e    | 6e    | 7e    | 8e    | 9e    | 10e à 20e |
| Prix     | 7 515 € | 3 760 € | 1 875 € | 935 € | 745 € | 565 € | 565 € | 375 € | 375 € | 190 €     |

## Récit de la course
Une échappée composée du Polonais Michał Kwiatkowski (Etixx-Quick Step), du Néerlandais Dylan van Baarle (Cannondale-Garmin), et des deux Belges Jelle Wallays et Edward Theuns de la formation Topsport Vlaanderen-Baloise se forme au kilomètre 140. Wallays attaque dans le dernier kilomètre pour l'emporter en solitaire.

## Classements

### Classement final
| Classement final | Classement final         | Classement final | Classement final            | Classement final   |
|                  | Coureur                  | Pays             | Équipe                      | Temps              |
| ---------------- | ------------------------ | ---------------- | --------------------------- | ------------------ |
| 1er              | Jelle Wallays            | Belgique         | Topsport Vlaanderen-Baloise | en 4 h 35 min 59 s |
| 2e               | Edward Theuns            | Belgique         | Topsport Vlaanderen-Baloise | + 2 s              |
| 3e               | Dylan van Baarle         | Pays-Bas         | Cannondale-Garmin           | + 2 s              |
| 4e               | Michał Kwiatkowski       | Pologne          | Etixx-Quick Step            | + 4 s              |
| 5e               | Guillaume Van Keirsbulck | Belgique         | Etixx-Quick Step            | + 1 min 20 s       |
| 6e               | Tiesj Benoot             | Belgique         | Lotto-Soudal                | + 1 min 29 s       |
| 7e               | Cyril Lemoine            | France           | Cofidis                     | + 1 min 29 s       |
| 8e               | Jens Debusschere         | Belgique         | Lotto-Soudal                | + 1 min 29 s       |
| 9e               | Nikolas Maes             | Belgique         | Etixx-Quick Step            | + 1 min 29 s       |
| 10e              | Alexey Tsatevitch        | Russie           | Katusha                     | + 1 min 29 s       |
| modifier         |                          |                  |                             |                    |

### UCI Europe Tour
Cet À travers les Flandres attribue des points pour l'UCI Europe Tour 2015, par équipes seulement aux coureurs des équipes continentales professionnelles et continentales, individuellement à tous les coureurs sauf ceux faisant partie d'une équipe ayant un label WorldTeam.
| Position,          | 1er | 2e | 3e | 4e | 5e | 6e | 7e | 8e | 9e | 10e | 11e | 12e | 13e | 14e | 15e |
| Classement général | 100 | 70 | 40 | 30 | 25 | 20 | 15 | 10 | 9  | 8   | 7   | 6   | 5   | 4   | 3   |

## Liste des participants
- Liste de départ complète

| Légende | Légende                                                                    | Légende | Légende                                                    |
| ------- | -------------------------------------------------------------------------- | ------- | ---------------------------------------------------------- |
| Num     | Dossard de départ porté par le coureur sur cet À travers les Flandres      | Pos     | Position à l'arrivée de la course                          |
|         | Indique un maillot de champion national ou mondial, suivi de sa spécialité | NP      | Indique un coureur qui n'a pas pris le départ de la course |
| AB      | Indique un coureur qui n'a pas terminé la course                           | HD      | Indique un coureur qui a terminé la course hors des délais |

| Etixx-Quick Step EQS                 | Etixx-Quick Step EQS             | Etixx-Quick Step EQS |
| ------------------------------------ | -------------------------------- | -------------------- |
| Num                                  | Coureur                          | Pos                  |
| 1                                    | Niki Terpstra (NED)              | 18e                  |
| 2                                    | Michał Kwiatkowski (POL) (Route) | 4e                   |
| 3                                    | Iljo Keisse (BEL)                | 65e                  |
| 4                                    | Yves Lampaert (BEL)              | 17e                  |
| 5                                    | Nikolas Maes (BEL)               | 9e                   |
| 6                                    | Guillaume Van Keirsbulck (BEL)   | 5e                   |
| 7                                    | Mark Cavendish (GBR)             | 61e                  |
| 8                                    | Matteo Trentin (ITA)             | 20e                  |
| Directeur sportif : Wilfried Peeters |                                  |                      |

| Movistar MOV                            | Movistar MOV               | Movistar MOV |
| --------------------------------------- | -------------------------- | ------------ |
| Num                                     | Coureur                    | Pos          |
| 11                                      | Nairo Quintana (COL)       | 78e          |
| 12                                      | Andrey Amador (CRC)        | 13e          |
| 13                                      | Jonathan Castroviejo (ESP) | 86e          |
| 14                                      | Imanol Erviti (ESP)        | 66e          |
| 15                                      | John Gadret (FRA)          | 80e          |
| 16                                      | Gorka Izagirre (ESP)       | 85e          |
| 17                                      | Adriano Malori (ITA)       | 84e          |
| 18                                      | Francisco Ventoso (ESP)    | 76e          |
| Directeur sportif : José Luis Jaimerena |                            |              |

| Astana AST                         | Astana AST              | Astana AST |
| ---------------------------------- | ----------------------- | ---------- |
| Num                                | Coureur                 | Pos        |
| 21                                 | Lars Boom (NED)         | AB         |
| 22                                 | Dmitriy Gruzdev (KAZ)   | 55e        |
| 23                                 | Borut Božič (SLO)       | 88e        |
| 24                                 | Laurens De Vreese (BEL) | 31e        |
| 25                                 |                         |            |
| 26                                 | Andrea Guardini (ITA)   | AB         |
| 27                                 | Arman Kamyshev (KAZ)    | AB         |
| 28                                 | Ruslan Tleubayev (KAZ)  | AB         |
| Directeur sportif : Stefano Zanini |                         |            |

| Tinkoff-Saxo TCS                    | Tinkoff-Saxo TCS     | Tinkoff-Saxo TCS |
| ----------------------------------- | -------------------- | ---------------- |
| Num                                 | Coureur              | Pos              |
| 31                                  | Matti Breschel (DEN) | 12e              |
| 32                                  | Maciej Bodnar (POL)  | AB               |
| 33                                  | Pavel Brutt (RUS)    | 59e              |
| 34                                  | Michal Kolář (SVK)   | AB               |
| 35                                  | Jay McCarthy (AUS)   | 45e              |
| 36                                  | Michael Mørkøv (DEN) | 68e              |
| 37                                  | Juraj Sagan (SVK)    | AB               |
| 38                                  | Nikolay Trusov (RUS) | 37e              |
| Directeur sportif : Tristan Hoffman |                      |                  |

| Trek Factory Racing TFR        | Trek Factory Racing TFR | Trek Factory Racing TFR |
| ------------------------------ | ----------------------- | ----------------------- |
| Num                            | Coureur                 | Pos                     |
| 41                             | Stijn Devolder (BEL)    | AB                      |
| 42                             | Markel Irizar (ESP)     | 64e                     |
| 43                             | Giacomo Nizzolo (ITA)   | AB                      |
| 44                             |                         |                         |
| 45                             | Jesse Sergent (NZL)     | AB                      |
| 46                             | Gert Steegmans (BEL)    | 83e                     |
| 47                             | Boy van Poppel (NED)    | 54e                     |
| 48                             | Danny van Poppel (NED)  | AB                      |
| Directeur sportif : Dirk Demol |                         |                         |

| BMC Racing BMC                   | BMC Racing BMC           | BMC Racing BMC |
| -------------------------------- | ------------------------ | -------------- |
| Num                              | Coureur                  | Pos            |
| 51                               | Marcus Burghardt (GER)   | AB             |
| 52                               | Rohan Dennis (AUS)       | AB             |
| 53                               | Jempy Drucker (LUX)      | 11e            |
| 54                               | Campbell Flakemore (AUS) | AB             |
| 55                               | Stefan Küng (SUI)        | 43e            |
| 56                               | Klaas Lodewyck (BEL)     | 56e            |
| 57                               | Joey Rosskopf (USA)      | AB             |
| 58                               | Rick Zabel (GER)         | 27e            |
| Directeur sportif : Allan Peiper |                          |                |

| AG2R La Mondiale ALM              | AG2R La Mondiale ALM     | AG2R La Mondiale ALM |
| --------------------------------- | ------------------------ | -------------------- |
| Num                               | Coureur                  | Pos                  |
| 61                                | Gediminas Bagdonas (LTU) | 22e                  |
| 62                                | Maxime Daniel (FRA)      | AB                   |
| 63                                | Damien Gaudin (FRA)      | AB                   |
| 64                                | Alexis Gougeard (FRA)    | AB                   |
| 65                                | Hugo Houle (CAN)         | 28e                  |
| 66                                | Quentin Jauregui (FRA)   | AB                   |
| 67                                |                          |                      |
| 68                                | Sébastien Turgot (FRA)   | AB                   |
| Directeur sportif : Julien Jurdie |                          |                      |

| Lotto-Soudal LTS                | Lotto-Soudal LTS               | Lotto-Soudal LTS |
| ------------------------------- | ------------------------------ | ---------------- |
| Num                             | Coureur                        | Pos              |
| 71                              | Lars Bak (DEN)                 | 39e              |
| 72                              | Tiesj Benoot (BEL)             | 6e               |
| 73                              | Stig Broeckx (BEL)             | 36e              |
| 74                              | Sean De Bie (BEL)              | 53e              |
| 75                              | Jens Debusschere (BEL) (Route) | 8e               |
| 76                              | Vegard Breen (NOR)             | 70e              |
| 77                              | Gert Dockx (BEL)               | 48e              |
| 78                              | Pim Ligthart (NED)             | 62e              |
| Directeur sportif : Bart Leysen |                                |                  |

| Orica-GreenEDGE OGE                 | Orica-GreenEDGE OGE   | Orica-GreenEDGE OGE |
| ----------------------------------- | --------------------- | ------------------- |
| Num                                 | Coureur               | Pos                 |
| 81                                  | Luke Durbridge (AUS)  | AB                  |
| 82                                  | Adam Blythe (GBR)     | AB                  |
| 83                                  | Mitchell Docker (AUS) | 57e                 |
| 84                                  | Michael Hepburn (AUS) | AB                  |
| 85                                  | Leigh Howard (AUS)    | AB                  |
| 86                                  | Jens Keukeleire (BEL) | 82e                 |
| 87                                  | Jens Mouris (NED)     | AB                  |
| 88                                  |                       |                     |
| Directeur sportif : Laurenzo Lapage |                       |                     |

| Lotto NL-Jumbo TLJ            | Lotto NL-Jumbo TLJ       | Lotto NL-Jumbo TLJ |
| ----------------------------- | ------------------------ | ------------------ |
| Num                           | Coureur                  | Pos                |
| 91                            | Moreno Hofland (NED)     | AB                 |
| 92                            | Rick Flens (NED)         | AB                 |
| 93                            | Bert-Jan Lindeman (NED)  | AB                 |
| 94                            | Jos van Emden (NED)      | AB                 |
| 95                            | Mike Teunissen (NED)     | AB                 |
| 96                            | Maarten Tjallingii (NED) | AB                 |
| 97                            | Tom Van Asbroeck (BEL)   | 38e                |
| 98                            | Maarten Wynants (BEL)    | AB                 |
| Directeur sportif : Jan Boven |                          |                    |

| Katusha KAT                         | Katusha KAT                    | Katusha KAT |
| ----------------------------------- | ------------------------------ | ----------- |
| Num                                 | Coureur                        | Pos         |
| 101                                 | Sven Erik Bystrøm (NOR)        | 16e         |
| 102                                 | Marco Haller (AUT)             | AB          |
| 103                                 | Vladimir Isaychev (RUS)        | AB          |
| 104                                 | Alexandr Kolobnev (RUS)        | 19e         |
| 105                                 | Viatcheslav Kouznetsov (RUS)   | 14e         |
| 106                                 | Alexander Porsev (RUS) (Route) | AB          |
| 107                                 | Rüdiger Selig (GER)            | AB          |
| 108                                 | Alexey Tsatevitch (RUS)        | 10e         |
| Directeur sportif : Torsten Schmidt |                                |             |

| Cannondale-Garmin TCG             | Cannondale-Garmin TCG             | Cannondale-Garmin TCG |
| --------------------------------- | --------------------------------- | --------------------- |
| Num                               | Coureur                           | Pos                   |
| 111                               | Jack Bauer (NZL)                  | 79e                   |
| 112                               | Sebastian Langeveld (NED) (Route) | AB                    |
| 113                               | Ted King (USA)                    | AB                    |
| 114                               | Kristjan Koren (SLO)              | 77e                   |
| 115                               | Alan Marangoni (ITA)              | 47e                   |
| 116                               | Kristoffer Skjerping (NOR)        | AB                    |
| 117                               | Dylan van Baarle (NED)            | 3e                    |
| 118                               | Ruben Zepuntke (GER)              | 41e                   |
| Directeur sportif : Andreas Klier |                                   |                       |

| IAM                               | IAM                       | IAM |
| --------------------------------- | ------------------------- | --- |
| Num                               | Coureur                   | Pos |
| 121                               | Marcel Aregger (SUI)      | AB  |
| 122                               | Matthias Brändle (AUT)    | 44e |
| 123                               | Dries Devenyns (BEL)      | AB  |
| 124                               |                           |     |
| 125                               | Jérôme Pineau (FRA)       | AB  |
| 126                               |                           |     |
| 127                               | Aleksejs Saramotins (LAT) | AB  |
| 128                               | Jonas Van Genechten (BEL) | 23e |
| Directeur sportif : Eddy Seigneur |                           |     |

| MTN-Qhubeka MTN                       | MTN-Qhubeka MTN          | MTN-Qhubeka MTN |
| ------------------------------------- | ------------------------ | --------------- |
| Num                                   | Coureur                  | Pos             |
| 131                                   | Tyler Farrar (USA)       | 52e             |
| 132                                   | Theo Bos (NED)           | AB              |
| 133                                   | Andreas Stauff (GER)     | AB              |
| 134                                   | Nicolas Dougall (RSA)    | AB              |
| 135                                   | Matthew Brammeier (IRL)  | AB              |
| 136                                   | Matthew Goss (AUS)       | AB              |
| 137                                   | Youcef Reguigui (ALG)    | 42e             |
| 138                                   | Jay Robert Thomson (RSA) | AB              |
| Directeur sportif : Michel Cornelisse |                          |                 |

| Cofidis COF                        | Cofidis COF              | Cofidis COF |
| ---------------------------------- | ------------------------ | ----------- |
| Num                                | Coureur                  | Pos         |
| 141                                |                          |             |
| 142                                | Jonas Ahlstrand (SWE)    | 87e         |
| 143                                | Christophe Laporte (FRA) | AB          |
| 144                                | Cyril Lemoine (FRA)      | 7e          |
| 145                                | Adrien Petit (FRA)       | 73e         |
| 146                                | Dominique Rollin (CAN)   | AB          |
| 147                                | Florian Sénéchal (FRA)   | AB          |
| 148                                | Louis Verhelst (BEL)     | AB          |
| Directeur sportif : Alain Deloeuil |                          |             |

| Europcar EUC                          | Europcar EUC           | Europcar EUC |
| ------------------------------------- | ---------------------- | ------------ |
| Num                                   | Coureur                | Pos          |
| 151                                   | Thomas Voeckler (FRA)  | AB           |
| 152                                   | Antoine Duchesne (CAN) | AB           |
| 153                                   | Yohann Gène (FRA)      | 74e          |
| 154                                   | Tony Hurel (FRA)       | AB           |
| 155                                   | Vincent Jérôme (FRA)   | 46e          |
| 156                                   | Yannick Martinez (FRA) | AB           |
| 157                                   | Alexandre Pichot (FRA) | AB           |
| 158                                   | Angélo Tulik (FRA)     | 49e          |
| Directeur sportif : Dominique Arnould |                        |              |

| Wanty-Groupe Gobert WGG                      | Wanty-Groupe Gobert WGG   | Wanty-Groupe Gobert WGG |
| -------------------------------------------- | ------------------------- | ----------------------- |
| Num                                          | Coureur                   | Pos                     |
| 161                                          | Tom Devriendt (BEL)       | 24e                     |
| 162                                          | Roy Jans (BEL)            | 21e                     |
| 163                                          | Marco Marcato (ITA)       | 89e                     |
| 164                                          | Mirko Selvaggi (ITA)      | 71e                     |
| 165                                          | Frederik Backaert (BEL)   | 51e                     |
| 166                                          | Boris Dron (BEL)          | AB                      |
| 167                                          | James Vanlandschoot (BEL) | 50e                     |
| 168                                          | Frederik Veuchelen (BEL)  | 69e                     |
| Directeur sportif : Hilaire Van der Schueren |                           |                         |

| Androni Giocattoli AND              | Androni Giocattoli AND     | Androni Giocattoli AND |
| ----------------------------------- | -------------------------- | ---------------------- |
| Num                                 | Coureur                    | Pos                    |
| 171                                 | Oscar Gatto (ITA)          | 15e                    |
| 172                                 | Marco Bandiera (ITA)       | 63e                    |
| 173                                 | Marco Benfatto (ITA)       | AB                     |
| 174                                 | Alberto Nardin (ITA)       | AB                     |
| 175                                 | Fabio Taborre (ITA)        | AB                     |
| 176                                 |                            |                        |
| 177                                 | Tiziano Dall'Antonia (ITA) | AB                     |
| 178                                 | Alessio Taliani (ITA)      | AB                     |
| Directeur sportif : Roberto Miodini |                            |                        |

| Southeast STH                     | Southeast STH         | Southeast STH |
| --------------------------------- | --------------------- | ------------- |
| Num                               | Coureur               | Pos           |
| 181                               |                       |               |
| 182                               | Rafael Andriato (BRA) | AB            |
| 183                               | Mauro Finetto (ITA)   | 67e           |
| 184                               | Giuseppe Fonzi (ITA)  | AB            |
| 185                               | Eugert Zhupa (ALB)    | AB            |
| 186                               | Jakub Mareczko (ITA)  | AB            |
| 187                               | Andrea Dal Col (ITA)  | AB            |
| 188                               | Mirko Tedeschi (ITA)  | AB            |
| Directeur sportif : Serge Parsani |                       |               |

| Topsport Vlaanderen-Baloise TSV       | Topsport Vlaanderen-Baloise TSV | Topsport Vlaanderen-Baloise TSV |
| ------------------------------------- | ------------------------------- | ------------------------------- |
| Num                                   | Coureur                         | Pos                             |
| 191                                   | Jonas Rickaert (BEL)            | 33e                             |
| 192                                   | Pieter Jacobs (BEL)             | 72e                             |
| 193                                   | Oliver Naesen (BEL)             | 40e                             |
| 194                                   | Jarl Salomein (BEL)             | 26e                             |
| 195                                   | Edward Theuns (BEL)             | 2e                              |
| 196                                   | Gijs Van Hoecke (BEL)           | 58e                             |
| 197                                   | Bert Van Lerberghe (BEL)        | 30e                             |
| 198                                   | Jelle Wallays (BEL)             | 1er                             |
| Directeur sportif : Walter Planckaert |                                 |                                 |

| Cult Energy CLT                  | Cult Energy CLT               | Cult Energy CLT |
| -------------------------------- | ----------------------------- | --------------- |
| Num                              | Coureur                       | Pos             |
| 201                              | Fabian Wegmann (GER)          | AB              |
| 202                              | Russell Downing (GBR)         | AB              |
| 203                              | Alex Kirsch (LUX)             | AB              |
| 204                              | Martin Mortensen (DEN)        | AB              |
| 205                              | Mads Pedersen (DEN)           | AB              |
| 206                              | Rasmus Christian Quaade (DEN) | AB              |
| 207                              | Michael Reihs (DEN)           | 34e             |
| 208                              | Troels Vinther (DEN)          | 60e             |
| Directeur sportif : Luke Roberts |                               |                 |

| Roompot Oranje Peloton ROP          | Roompot Oranje Peloton ROP | Roompot Oranje Peloton ROP |
| ----------------------------------- | -------------------------- | -------------------------- |
| Num                                 | Coureur                    | Pos                        |
| 211                                 | Johnny Hoogerland (NED)    | 35e                        |
| 212                                 | Brian van Goethem (NED)    | AB                         |
| 213                                 | Dylan Groenewegen (NED)    | 32e                        |
| 214                                 | Raymond Kreder (NED)       | 75e                        |
| 215                                 | Wesley Kreder (NED)        | 81e                        |
| 216                                 | Tim Kerkhof (NED)          | 29e                        |
| 217                                 | Ivar Slik (NED)            | AB                         |
| 218                                 | Sjoerd van Ginneken (NED)  | 25e                        |
| Directeur sportif : Michael Boogerd |                            |                            |